# Индрататака
Индрататака́ (кхмер. បារាយណ៍"ឥន្រ្ទតាដាក" baːraːy ʔənteaʔtaːtaːkɑː) — бывший барай в Камбодже, в провинции Сиемреап.
Длина — 3800 метров, ширина — 800 метров. Один из первых образцов гидротехнических сооружений кхмеров.
Построен Индраварманом I вокруг островного храма Лолей. Наполнялся рекой Ролуох.
Ныне полностью осушен, земля занята огородами.